# Newsmax

Newsmax-Logo

Newsmax Media (oder Newsmax.com; früher NewsMax) ist ein börsennotiertes US-amerikanische Medienunternehmen, das eine Nachrichten- und Meinungswebsite betreibt und im September 1998 von Christopher Ruddy gegründet wurde. Die Website, die als  rechtskonservativ beschrieben wird, ist in vier Hauptbereiche unterteilt: Newsmax, Newsmax Health, Newsmax Finance und Newsmax World, die jeweils in verschiedene Unterrubriken unterteilt sind. Newsmax Media betreibt außerdem ein Printmagazin namens Newsmax sowie den Kabelnachrichtensender Newsmax TV.

## Geschichte
Newsmax startete am 16. Juni 2014 einen Kabel-TV-Kanal für 35 Millionen Satellitenabonnenten über DirecTV und Dish Network. Ab Mai 2019 erreicht das Netzwerk etwa 75 Millionen Kabelhaushalte und hat eine breite Verfügbarkeit von digitalen Medienplayern und mobilen Geräten. Der Kanal sendet hauptsächlich aus dem New Yorker Studio von Newsmax an der East Side, mit zwei Hauptquartieren in Boca Raton, Florida und Washington, DC. Am 31. März 2025 erfolgte die Börseneinführung am New York Stock Exchange.

## Einordnung und Rezensionen
Newsmax gilt als rechtskonservativ, rechtspopulistisch, dabei verbreitet es auch verschwörungstheoretische Nachrichten.
Die Website wurde von der New York Times als „potente Kraft“ in der US-Politik beschrieben und Forbes bezeichnete sie als „Nachrichten-Kraftwerk“ CEO Christopher Ruddy hat versucht, das Netzwerk als Konkurrenz zu Fox News zu positionieren, unter anderem durch die Einstellung der ehemaligen Fox News-Moderatoren Rob Schmitt, Greg Kelly, Bob Sellers und Heather Childers. Die Washington Post beschrieb Newsmax als „einen Landeplatz für Kabelnachrichten-Persönlichkeiten, die ein neues Zuhause brauchen“ und zitierte die Ausstrahlung von Mark Halperin und Bill O’Reilly, nachdem diese aufgrund von Vorwürfen der sexuellen Belästigung bei anderen Sendern zurückgetreten waren. The Daily Beast bezeichnete es auch als „sicheren Hafen für Persönlichkeiten, deren Skandale sie bei anderen Netzwerken oder Outlets unwillkommen gemacht haben“ und zitierte den Rechtsanalytiker Alan Dershowitz.

## Verschwörungstheorien
Nach der Präsidentschaftswahl 2020 in den Vereinigten Staaten veröffentlichte Newsmax zahlreiche Verschwörungstheorien und falsche Anschuldigungen von Wählerbetrug bei der Wahl 2020. Im März 2025 zahlte Newsmax 40 Millionen Dollar, um Vorwürfe beizulegen, das Unternehmen habe das Wahltechnologieunternehmen Smartmatic diffamiert, indem es falsche Behauptungen verbreitete, das Unternehmen habe dazu beigetragen, die US-Wahl 2020 zugunsten des Demokraten Joe Biden gegenüber Trump zu manipulieren. Ein weiterer Hersteller von Wahlmaschinen, Dominion, verklagte Newsmax 2021 wegen ähnlicher Verleumdungsvorwürfe und fordert 1,6 Milliarden Dollar Schadensersatz.